# Шерстино (Вачский район)
Шерстино — деревня в Вачском районе Нижегородской области. Входит в состав Арефинского сельсовета.

## История
Деревня впервые упоминается в писцовых книгах 1629-30 годов в числе вотчинных деревень Ивана Никитича Романова, в ней было 8 дворов крестьянских, 2 бобыльских и 7 пустых. В окладных книгах 1676 года деревня в составе Арефинского прихода, в ней было 5 дворов крестьянских.
В конце XIX — начале XX века деревня входила в состав Арефинской волости Муромского уезда Владимирской губернии. В 1859 году в деревне числилось 23 дворов, в 1905 году — 37 дворов, в 1926 году — 67 дворов.
С 1929 года деревня входила в состав Турбеневского сельсовета Вачского района Горьковского края, с 1931 года — в составе Арефинского сельсовета, с 1936 года — в составе Горьковской области.

## Население
| 1859 | 1905 | 1926 | 1999 | 2002 | 2010 |
| ---- | ---- | ---- | ---- | ---- | ---- |
| 216  | ↗219 | ↗305 | ↘71  | ↘53  | ↘35  |

## Известные личности, связанные с Шерстино
- Пестряков, Василий Алексеевич (1917—1943) — Герой Советского Союза, капитан. Родился в Шерстино.[11]